# Манаду (Мальдивы)
Манаду (мальд. މަނަދޫ) — город на севере Мальдивской Республики, административный центр атолла Нуну.

## Географическое положение
Город расположен на одном из 71 острова атолла Нуну, находящегося в акватории Индийского океана. Абсолютная высота — 0 метров над уровнем моря.
Манаду расположен на расстоянии приблизительно 177 километров к северу от Мале, столицы страны.

## Население
По данным переписи 2006 года численность населения Манаду составляла 1201 человека, из которых мужчины составляли 47 %, женщины — соответственно 53 %.
Динамика численности населения города по годам:
| 1995 | 2000 | 2006 |
| ---- | ---- | ---- |
| 1076 | 1239 | 1201 |

Население города по возрастному диапазону по данным переписи 2006 года распределилось следующим образом: 49 % — жители младше 18 лет, 11,9 % — между 19 и 25 годами, 31,6 % — от 26 до 64 лет, 7,5 % — в возрасте 65 лет и старше. Уровень грамотности населения составлял 97,53 %.

## Транспорт
Ближайший аэропорт — Международный аэропорт Ханимаду.